# Но Су Джин
Но Су Джин (кор. 노수진, нар. 10 січня 1962) — південнокорейський футболіст, що грав на позиції півзахисника.
Протягом усієї клубної кар'єри грав за «Юкон Коккірі», також виступав за національну збірну Південної Кореї.

## Клубна кар'єра
У дорослому футболі дебютував 1986 року виступами за команду клубу «Юкон Коккірі», в якій грав до 1993 року, коли завершив професійну футбольну кар'єру.
Згодом тренував інститутські футбольні команди

## Виступи за збірну
1985 року дебютував в офіційних матчах у складі національної збірної Південної Кореї. Провів у формі головної команди країни 28 матчів, забивши 5 голів.
У складі збірної був учасником чемпіонату світу 1986 року у Мексиці (виходив на поле в одній грі групового етапу), а також чемпіонату світу 1990 року в Італії, на якому взяв участь у двох матчах групового турніру, які стали останнимі в його кар'єрі у збірній.
| Дата       | Місто        | Господарі      | Результат             | Гості             | Турнір                     | Голи | Примітки |
| ---------- | ------------ | -------------- | --------------------- | ----------------- | -------------------------- | ---- | -------- |
| 3-12-1985  | Лос-Анджелес | Мексика        | 2 – 1                 | Південна Корея    | товариський матч           | -    | 46'      |
| 8-12-1985  | Ірапуато     | Угорщина       | 1 – 0                 | Південна Корея    | Турнір у Мексиці           | -    | 76'      |
| 13-12-1985 | Мехіко       | Південна Корея | 2 – 0                 | Алжир             | Турнір у Мексиці           | -    | 46'      |
| 9-2-1986   | Гонконг      | Гонконг        | 0 – 2                 | Південна Корея    | Турнір у Гонконзі          | -    | 46'      |
| 16-2-1986  | Гонконг      | Південна Корея | 1 – 3                 | Парагвай          | Турнір у Гонконзі          | -    | 45'      |
| 5-6-1986   | Мехіко       | Південна Корея | 1 – 1                 | Болгарія          | ЧС 1986 - 1-й етап         | -    | 46'      |
| 20-9-1986  | Пусан        | Південна Корея | 3 – 0                 | Індія             | Літні Азійські ігри 1986   | 1    | 62'      |
| 24-9-1986  | Пусан        | Південна Корея | 0 – 0                 | Бахрейн           | Літні Азійські ігри 1986   | -    | 60'      |
| 3-10-1986  | Сеул         | Індонезія      | 0 – 4                 | Південна Корея    | Літні Азійські ігри 1986   | -    | 46'      |
| 5-10-1986  | Сеул         | Південна Корея | 2 – 0                 | Саудівська Аравія | Літні Азійські ігри 1986   | -    | 46'      |
| 12-6-1987  | Пусан        | Південна Корея | 1 – 0                 | США               | Кубок Президента 1987      | -    | 45'      |
| 14-6-1987  | Теджон       | Південна Корея | 4 – 2                 | Таїланд           | Кубок Президента 1987      | 1    |          |
| 17-12-1987 | Куала-Лумпур | Малайзія       | 0 – 1                 | Південна Корея    | Pestabola Merdeka 1987     | -    | 75'      |
| 6-1-1988   | Доха         | Південна Корея | 1 – 1 д.ч. (4-3 п.п.) | Єгипет            | Афро-Азійський кубок 1988  | -    |          |
| 19-6-1988  | Сувон        | Південна Корея | 4 – 0                 | Замбія            | Кубок Президента 1988      | -    | 45'      |
| 26-10-1988 | Токіо        | Японія         | 0 – 1                 | Південна Корея    | Щорічний матч Корея-Японія | -    | 66'      |
| 3-12-1988  | Доха         | ОАЕ            | 0 – 1                 | Південна Корея    | Кубок Азії 1988 - 1-й етап | -    | ?'       |
| 9-12-1988  | Доха         | Катар          | 2 – 3                 | Південна Корея    | Кубок Азії 1988 - 1-й етап | -    | 45'      |
| 5-5-1989   | Сеул         | Південна Корея | 1 – 0                 | Японія            | Щорічний матч Корея-Японія | -    | 52'      |
| 25-5-1989  | Сеул         | Південна Корея | 9 – 0                 | Непал             | Відбір до ЧС 1990          | 1    |          |
| 3-6-1989   | Сінгапур     | Непал          | 0 – 4                 | Південна Корея    | Відбір до ЧС 1990          | -    |          |
| 7-6-1989   | Сінгапур     | Сінгапур       | 0 – 3                 | Південна Корея    | Відбір до ЧС 1990          | 2    |          |
| 4-2-1990   | Валлетта     | Південна Корея | 2 – 3                 | Норвегія          | Турнір Rothmans            | -    |          |
| 10-2-1990  | Аттард       | Мальта         | 1 – 2                 | Південна Корея    | Турнір Rothmans            | -    |          |
| 15-2-1990  | Багдад       | Ірак           | 0 – 0                 | Південна Корея    | товариський матч           | -    | 45'      |
| 18-2-1990  | Каїр         | Єгипет         | 0 – 0                 | Південна Корея    | товариський матч           | -    |          |
| 12-6-1990  | Верона       | Бельгія        | 2 – 0                 | Південна Корея    | ЧС 1990 - 1-й етап         | -    | 62'      |
| 17-6-1990  | Удіне        | Південна Корея | 1 – 3                 | Іспанія           | ЧС 1990 - 1-й етап         | -    | 52'      |
| Усього     |              | Матчів         | 28                    |                   | Голів                      | 5    |          |

## Титули і досягнення
- Переможець Азійських ігор: 1986
- Срібний призер Кубка Азії: 1988